# システム生成
システム生成（英語: System Generation）はシスジェン（英語: SysGen）とも呼ばれ、大型コンピュータや中小型コンピュータ（ミニコンピュータやオフィスコンピュータ）のソフトウェアの更新に関する用語で、ソフトウェア発行元から送られる新しいソフトウェアのバージョンまたはリリースをその設置システムに合った、効率よいソフトウェア・システムを作ることをいう。

## 概要
コンピュータのソフトウェアは新しい機能のサポート、誤りの訂正などで、常に更新されている。これをソフトウェア発行元は新しいバージョンまたはリリースという形でユーザー企業・機構へ配布するが、ユーザーはそのバージョンまたはリリースが自分の設置システムに該当する機能・訂正を含んでいるかを判断して、更新が必要なら更新を行なう。この更新のプロセスは、ソフトウェア発行元の一般的な配布システムから、該当コンポーネントを選び、自分の設置システムに合ったシステムを生成するので、これをシステム生成（System Generation）と呼んでいる。システムを生成したあと各種のテストを行うので、これらも含めての作業となる。

## 参照項目
- OS/360システム生成（en:System Generation (OS)）
- DOS/360システム生成